# دانه‌خوار شکم‌گندمی
دانه‌خوار شکم‌گندمی (نام علمی: Sporophila hypoxantha) نام یک گونه از سرده دانه‌خوارهای نمادین است.